# لیکشور/لیک‌ویستا (نیواورلئان)
لیکشور/لیک‌ویستا (به انگلیسی: Lakeshore) شهری در حومه شهر نیواورلئان در  ایالت لوئیزیانا ایالات متحده آمریکا است که جمعیت آن در سرشماری سال ۲۰۱۰ میلادی، ۱٬۹۳۰ نفر بوده‌است.